# Tuer un homme (film, 2014)
Pour les articles homonymes, voir Tuer un homme.
Ne doit pas être confondu avec Tuer un homme (téléfilm).
Pour plus de détails, voir Fiche technique et Distribution.
Tuer un homme (Matar a un hombre) est un film dramatique chilien, réalisé par Alejandro Fernández Almendras et sorti en 2014.

## Fiche technique
- Titre original : Matar a un hombre
- Réalisation : Alejandro Fernández Almendras
- Scénario : Alejandro Fernández Almendras
- Pays d'origine : Chili
- Langue originale : espagnol
- Format : couleur
- Genre : drame, thriller
- Durée : 79 minutes
- Dates de sortie : 
  - 17 janvier 2014 (États-Unis : Festival du film de Sundance)
  - 1er octobre 2014 (France)

## Distribution
- Daniel Candia : Jorge
- Alejandra Yáñez : Marta
- Daniel Antivilo : Kalule
- Ariel Mateluna : le fils de Jorge
- Paula Leoncini : Fiscal
- Jennifer Salas : Nicole